# Eyzahut
Eyzahut est une commune française située dans le département de la Drôme en région Auvergne-Rhône-Alpes.

## Géographie

### Localisation

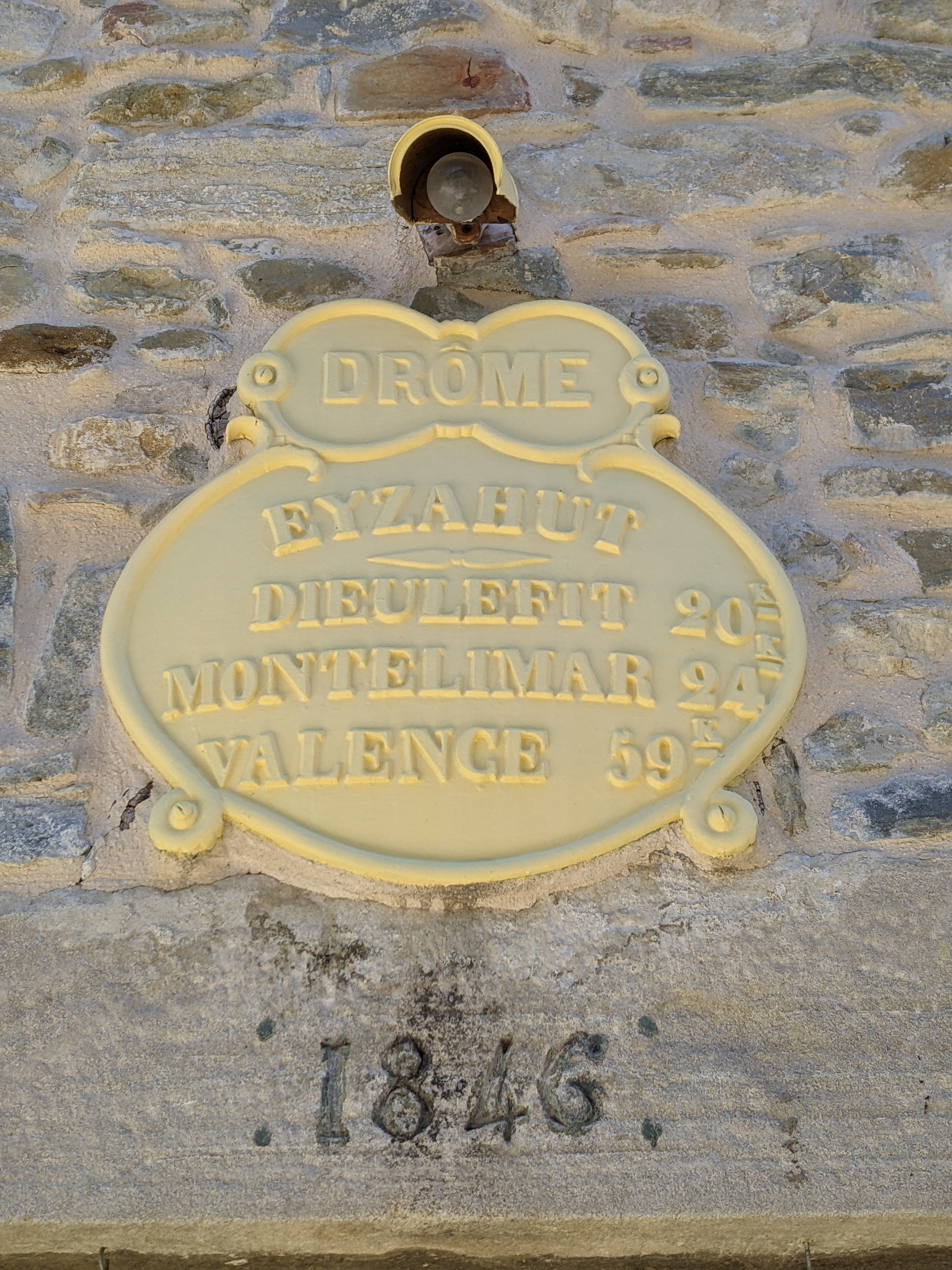
Plaque de situation repeinte en jaune.

La commune est située à 30 km à l'est de Montélimar et à 25 km au sud de Crest.

### Relief et géologie
Le point culminant de la commune est au sud, à une altitude de 805 m.
Sites particuliers :
- le Châtelard ;
- le Grand Pas ;
- le Petit Pas ;
- Montagne du Poët ;
- Pas des Fustes ;
- Pas du Chien Fou.

#### Géologie
La carte communale réalisée en 2015 par l'équipe municipale dresse un portrait précis de la commune :
Les caractéristiques morphologiques du bassin de Montélimar relève d’une évolution géologique relativement ancienne et complexe.
 
Le Rhône, le Roubion et le Jabron ont permis à l’érosion différentielle de dégager dans cette structure l’ensemble des roches tendres du Gargasien au centre (bassin de Montélimar) et de mettre en relief au Nord le massif crétacé de Marsanne et au Sud le crêt des calcaires gréseux du Turonien puis la « cuesta » des calcaires stampiens.
 
Eyzahut se situe sur un pôle géologique répulsif, constitués au Sud-est par le plateau calcaire boisé de Montjoyer et l’extrémité occidentale du synclinal de Dieulefit. La série des Marnes bleues à bancs de grès roux est bien représentée dans la région d’Eyzahut. Elle comprend l’Aptien supérieur, l’Albien et le Vraconien. La masse principale du Turonien est constituée par les calcaires blancs qui forment d’imposantes falaises à Eyzahut et à Souspierre. En allant vers l’Ouest, cette formation diminue d’épaisseur, les falaises sont moins hautes et plus discontinues. Les éboulis résultent de la fragmentation des roches calcaires du turonien.

### Hydrographie
La commune est arrosée par les cours d'eau suivants :
- Ravin de Commencère qui se jette dans le ruisseau de Salettes[1] ;
- Ravin de Font la Molle[1] ;
- Ravin de Ligourne qui prend sa source sur la commune puis s'écoule sur celle de Pont-de-Barret où il prend le nom de ruisseau de Rioussec[1] ; long de 6,5 km, c'est un affluent du Roubion[3] ;
- Ravin d'Eyzahut qui prend sa source sur la commune puis devient le ruisseau de Salettes au nord de la commune[1] ; long de 8,6 km, c'est un affluent du Roubion[4] ;
- Ruisseau de Salette[1].

### Climat
Pour des articles plus généraux, voir Climat d'Auvergne-Rhône-Alpes et Climat de la Drôme.
En 2010, le climat de la commune est de type climat méditerranéen altéré, selon une étude du CNRS s'appuyant sur une série de données couvrant la période 1971-2000. En 2020, Météo-France publie une typologie des climats de la France métropolitaine dans laquelle la commune est dans une zone de transition entre le climat de montagne et le climat méditerranéen et est dans une zone de transition entre les régions climatiques « Provence, Languedoc-Roussillon » et « Alpes du sud ». 
Pour la période 1971-2000, la température annuelle moyenne est de 12,3 °C, avec une amplitude thermique annuelle de 17,1 °C. Le cumul annuel moyen de précipitations est de 962 mm, avec 7,2 jours de précipitations en janvier et 4,5 jours en juillet. Pour la période 1991-2020, la température moyenne annuelle observée sur la station météorologique de Météo-France la plus proche, sur la commune de Puy-Saint-Martin à 8 km à vol d'oiseau, est de 13,9 °C et le cumul annuel moyen de précipitations est de 923,0 mm,. Pour l'avenir, les paramètres climatiques de la commune estimés pour 2050 selon différents scénarios d'émission de gaz à effet de serre sont consultables sur un site dédié publié par Météo-France en novembre 2022.

## Urbanisme

### Typologie
Au 1er janvier 2024, Eyzahut est catégorisée commune rurale à habitat dispersé, selon la nouvelle grille communale de densité à 7 niveaux définie par l'Insee en 2022.
Elle est située hors unité urbaine et hors attraction des villes,.

### Occupation des sols
L'occupation des sols de la commune, telle qu'elle ressort de la base de données européenne d’occupation biophysique des sols Corine Land Cover (CLC), est marquée par l'importance des forêts et milieux semi-naturels (85,1 % en 2018), une proportion sensiblement équivalente à celle de 1990 (85,5 %). La répartition détaillée en 2018 est la suivante : forêts (85,1 %), zones agricoles hétérogènes (14,2 %), terres arables (0,6 %). L'évolution de l’occupation des sols de la commune et de ses infrastructures peut être observée sur les différentes représentations cartographiques du territoire : la carte de Cassini (XVIIIe siècle), la carte d'état-major (1820-1866) et les cartes ou photos aériennes de l'IGN pour la période actuelle (1950 à aujourd'hui).

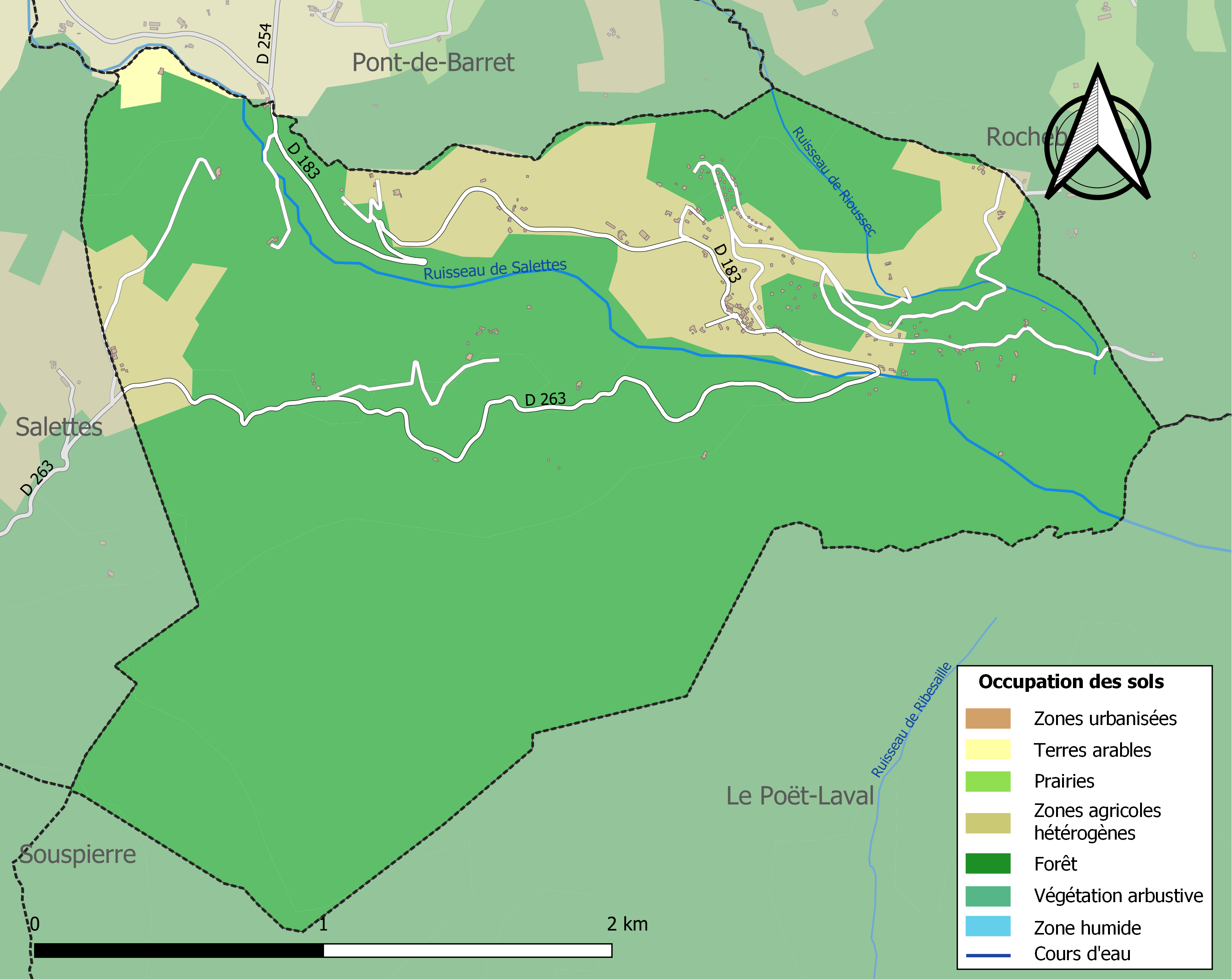
Carte des infrastructures et de l'occupation des sols de la commune en 2018 (CLC).

### Morphologie urbaine

#### Quartiers, hameaux et lieux-dits
Site Géoportail (carte IGN) :
- Baume Rouge
- Beauvillard
- Borne Rousse
- Combe Abut
- le Furet
- le Juge
- le Licot
- le Planas
- les Cordiers
- les Couvrières
- les Ouvrières
- les Quatre limites
- Serre de la Bâtarde

Les plans disponibles sur le site internet de la commune indiquent aussi :
- la Bellane (présent sur la carte IGN mais sur la commune de Salettes) ;
- les Claux ;
- le Village.

### Logement
Le parc de logement de la commune est en progression : passant de 61 logements en 1968 à 138 en 2008. Parallèlement, la proportion de logements vacants est en baisse, passant de 20 % du parc en 1968 à 2 % en 2009.

Les résidences secondaires représentent encore 47 % du parc immobilier.

### Projets d'aménagement

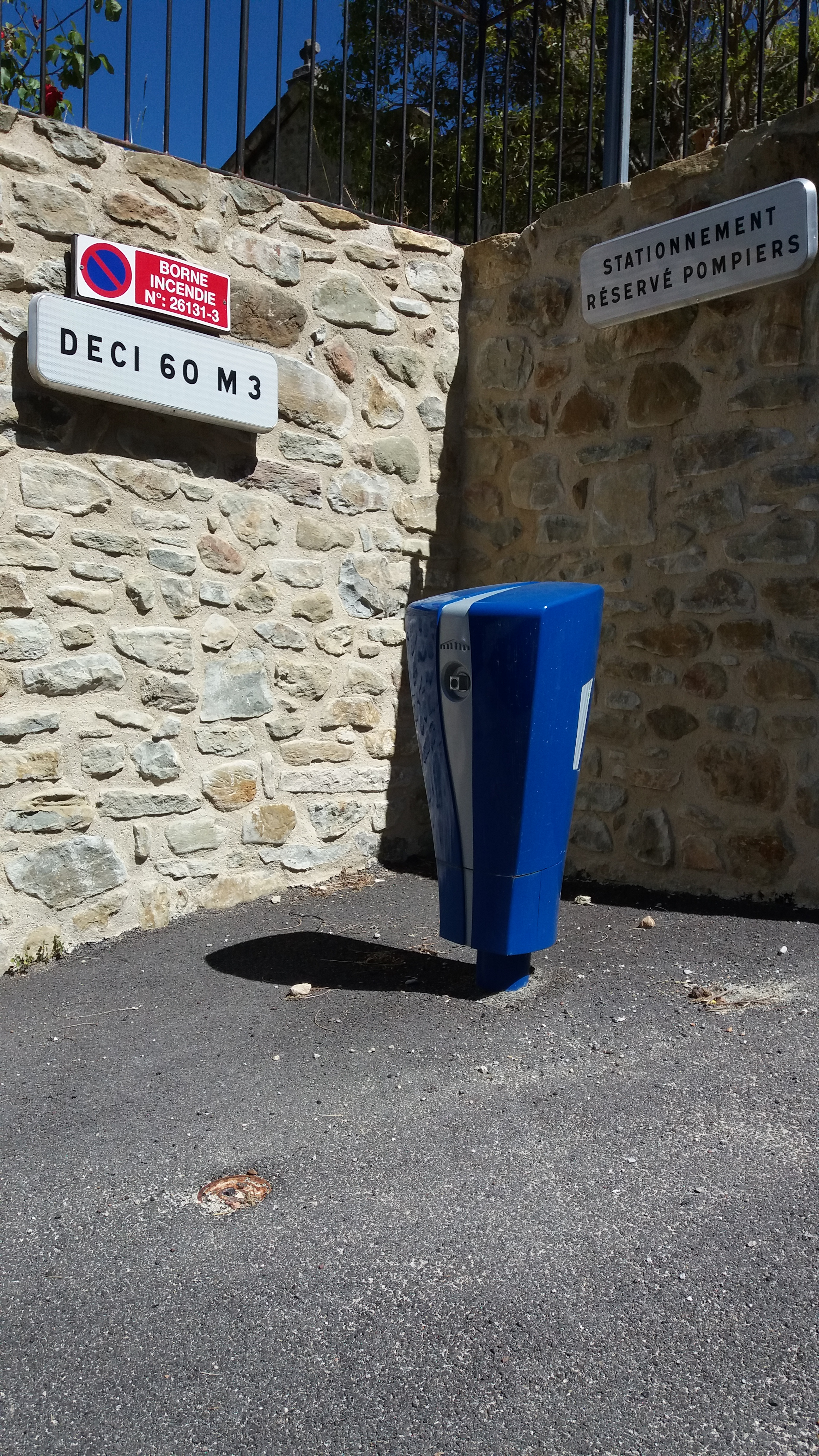
Un point d'eau incendie place de l'Église.

À la suite du nouveau règlement du DECI (Défense Extérieure Contre l'Incendie) de la Drôme en 2017, la municipalité a décidé la mise en place de nouveaux aménagements.
Le parvis de l'église a été complètement remanié afin de permettre l'installation d'une citerne d'eau souterraine, permettant du même coup la réfection d'une ruelle du village. La mise en place de différents PEI (Point d'Eau Incendie) est planifiée jusqu'en 2036

### Voies de communication et transports

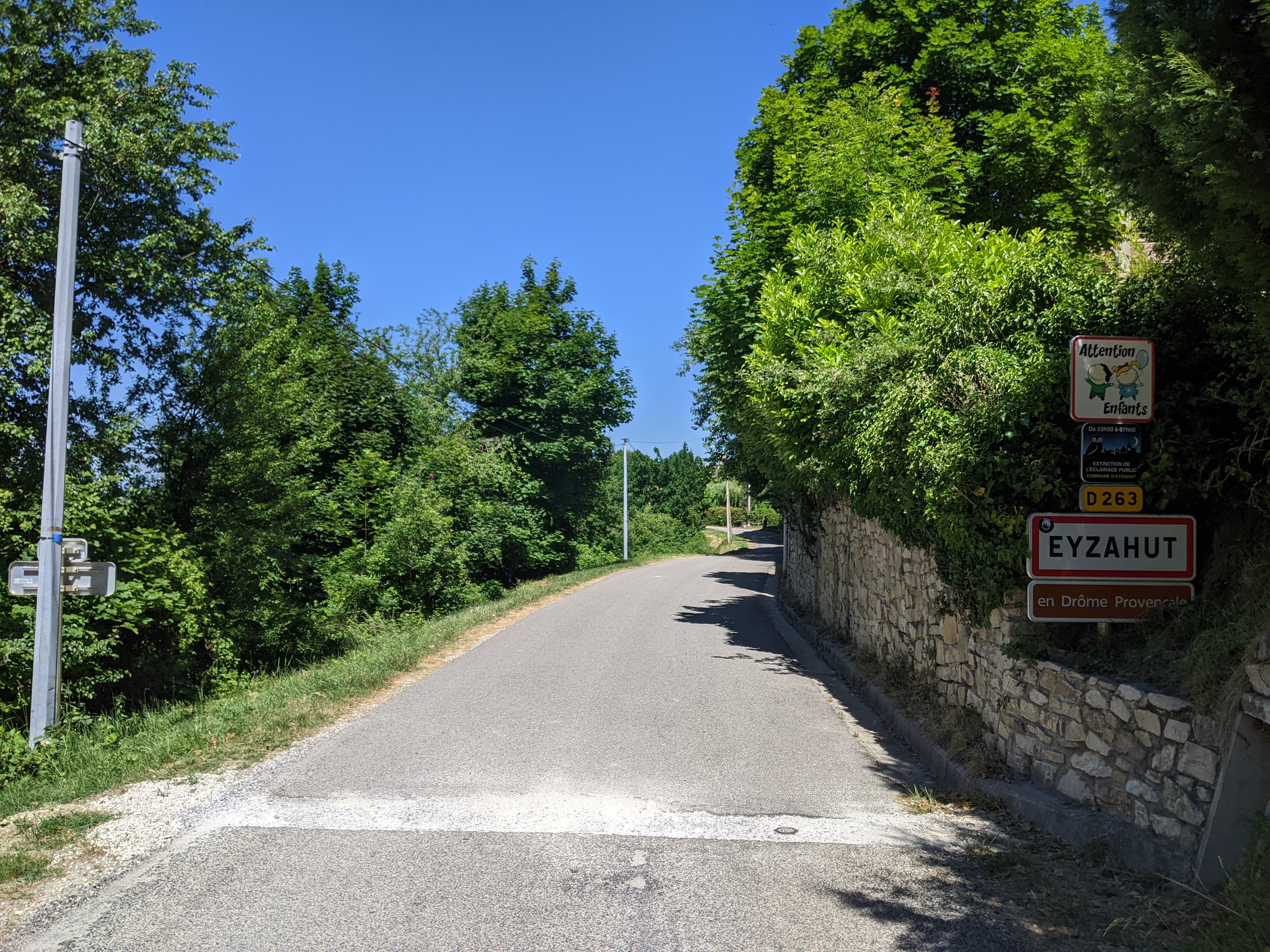
Entrée d'Eyzahut depuis Souspierre.

La commune est desservie par les routes départementales D 183 et D 263.

## Toponymie

### Attestations
Dictionnaire topographique du département de la Drôme :
- 1237 : castrum de Eysahuco (Bibl. nat., fonds lat. numéro 10).
- XIIIe siècle : Eyzahuchium (de Coston, Étym. de la Drôme).
- 1340 : castrum de Aysahuco (Long, notaire à Grignan).
- 1352 : de Eysauco (Lacroix, L'arrondissement de Montélimar, II, 395).
- 1359 : castrum et fortalicium de Essauco (Long, notaire à Grignan).
- XIVe siècle : mention de la paroisse : capella de Usant (pouillé de Die).
- 1419 : mention de la paroisse : capella de Ezsau (pouillé de Die).
- 1442 : Esaü (choix de documents, 270).
- 1485 : castrum Exaussi (archives de la Drôme, E 5376).
- 1490 : Ezahuc (inventaire de la chambre des comptes).
- 1569 : Eyzaut (archives de la Drôme, E 5376).
- 1630 : Esaut (archives de la Drôme, E 5376).
- 1891 : Eyzahut, commune du canton de Dieulefit.

### Étymologie
Le nom serait d'origine celtique et signifierait « nid d'aigle », un lieu élevé.

## Histoire
Modèle:Article généralHistoire de la Drôme

### Protohistoire
Oppidum pré-romain.

### Antiquité: les Gallo-romains
Habitat gallo-romain (attesté par de nombreuses tuiles, des médailles, et un cippe où est inscrit « aux dieux Manes offert par Verilla à la mémoire de Tertinius Maximianus ».

### Du Moyen Âge à la Révolution
Un château s'installe au XIIIe siècle, sans doute renforcé par une tour au sommet du Châtelard.
La seigneurie : au point de vue féodal, Eyzahut est une terre patrimoniale de l'ordre de Saint-Jean de Jérusalem. Le commandeur du Poët-Laval était le seigneur du lieu temporel et devait hommage pour une partie des terres aux barons de Grignan.
Pendant les guerres de Religion, le territoire est ravagé. Les défenses d'Eyzahut sont rasées en 1622 après l'un des derniers soulèvements protestants. Aujourd'hui, il n'en reste plus aucune trace.
Démographie :
- 1759 : 38 familles[19].
- 1789 : 35 familles[19].

Avant 1790, Eyzahut était une communauté de l'élection, subdélégation et sénéchaussée de Montélimar.

Elle formait une paroisse du diocèse de Die dont l'église était sous le vocable de l'Exaltation de la Sainte-Croix et dont les dîmes appartenaient au commandeur du Poët-Laval qui pourvoyait an service paroissial.

### De la Révolution à nos jours
En 1790, Eyzahut devient une municipalité du canton de Marsanne. La réorganisation de l'an VIII en fait une commune du canton de Dieulefit.

## Politique et administration

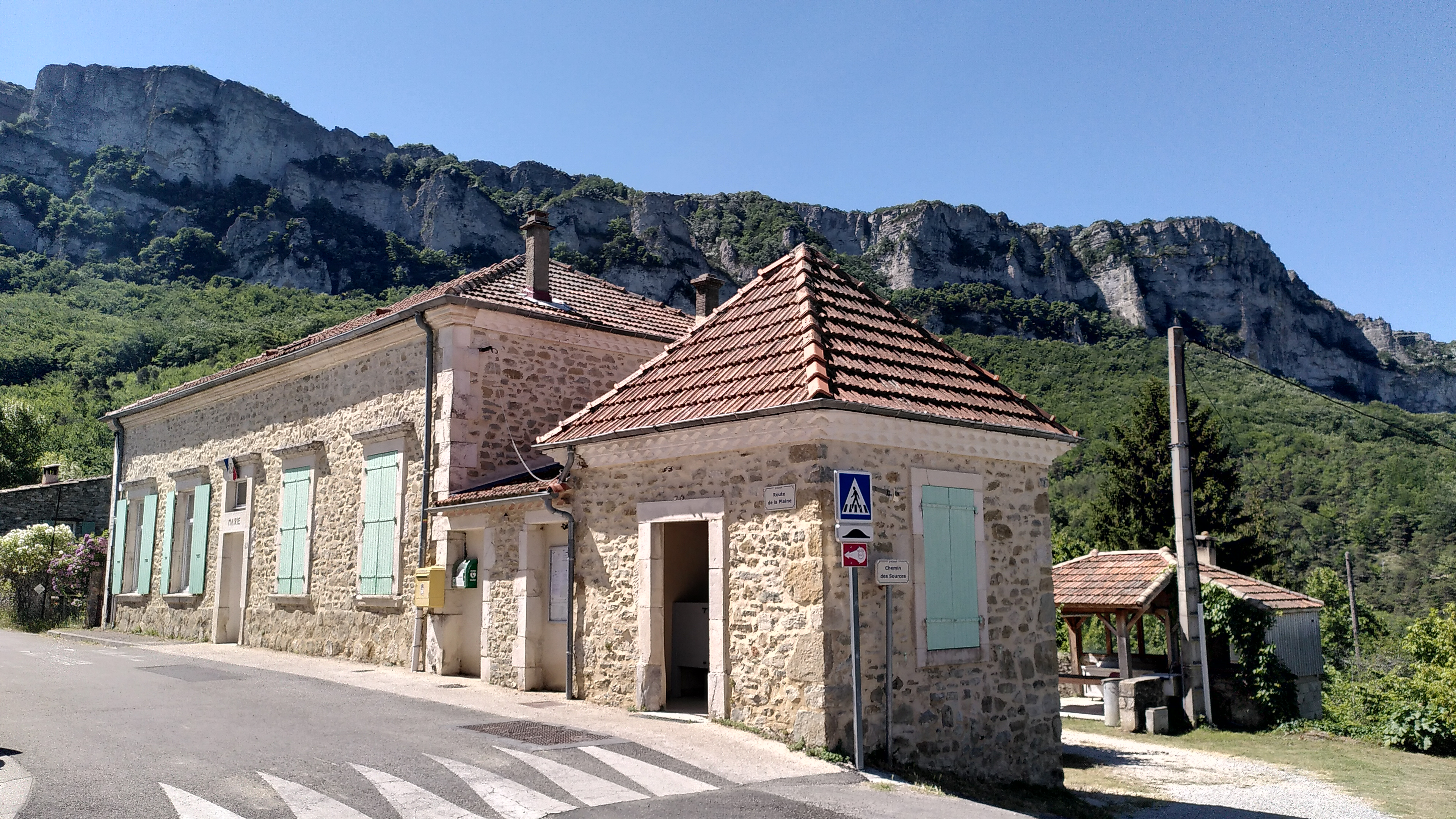
La mairie.

### Liste des maires
| Période                                                                      | Période                       | Identité                             | Étiquette | Qualité        |
| ---------------------------------------------------------------------------- | ----------------------------- | ------------------------------------ | --------- | -------------- |
| Les données manquantes sont à compléter. : de la Révolution au Second Empire |                               |                                      |           |                |
| 1790                                                                         | 1871                          | ?                                    |           |                |
| Les données manquantes sont à compléter. : depuis la fin du Second Empire    |                               |                                      |           |                |
| 1871                                                                         | 1874                          | ?                                    |           |                |
| 1874                                                                         | 1878                          | ?                                    |           |                |
| 1878                                                                         | 1884                          | ?                                    |           |                |
| 1884                                                                         | 1888                          | ?                                    |           |                |
| 1888                                                                         | 1892                          | ?                                    |           |                |
| 1892                                                                         | 1896                          | ?                                    |           |                |
| 1896                                                                         | 1900                          | ?                                    |           |                |
| 1900                                                                         | 1904                          | ?                                    |           |                |
| 1904                                                                         | 1908                          | ?                                    |           |                |
| 1908                                                                         | 1912                          | ?                                    |           |                |
| 1912                                                                         | 1919                          | ?                                    |           |                |
| 1919                                                                         | 1925                          | ?                                    |           |                |
| 1925                                                                         | 1929                          | ?                                    |           |                |
| 1929                                                                         | 1935                          | ?                                    |           |                |
| 1935                                                                         | 1945                          | ?                                    |           |                |
| 1945                                                                         | 1947                          | ?                                    |           |                |
| 1947                                                                         | 1953                          | ?                                    |           |                |
| 1953                                                                         | 1959                          | ?                                    |           |                |
| 1959                                                                         | 1965                          | ?                                    |           |                |
| 1965                                                                         | 1971                          | ?                                    |           |                |
| 1971                                                                         | 1977                          | ?                                    |           |                |
| 1977                                                                         | 1983                          | ?                                    |           |                |
| 1983                                                                         | 1989                          | ?                                    |           |                |
| 1989                                                                         | 1995                          | ?                                    |           |                |
| 1995                                                                         | 2001                          | ?                                    |           |                |
| 2001                                                                         | 2008                          | Jean-Marie Delleaud                  |           |                |
| 2008                                                                         | 2014                          | Jean-Marie Delleaud                  |           | maire sortant  |
| 2014                                                                         | 2020                          | Fabienne Simian                      | PS        |                |
| 2020                                                                         | En cours (au 25 février 2021) | Fabienne Simian[source insuffisante] |           | maire sortante |

## Population et société

### Démographie
L'évolution du nombre d'habitants est connue à travers les recensements de la population effectués dans la commune depuis 1793. Pour les communes de moins de 10 000 habitants, une enquête de recensement portant sur toute la population est réalisée tous les cinq ans, les populations de référence des années intermédiaires étant quant à elles estimées par interpolation ou extrapolation. Pour la commune, le premier recensement exhaustif entrant dans le cadre du nouveau dispositif a été réalisé en 2006.

En 2022, la commune comptait 153 habitants, en évolution de +7,75 % par rapport à 2016 (Drôme : +2,64 %, France hors Mayotte : +2,11 %).
| 1793 | 1800 | 1806 | 1821 | 1831 | 1836 | 1841 | 1846 | 1851 |
| ---- | ---- | ---- | ---- | ---- | ---- | ---- | ---- | ---- |
| 111  | 147  | 214  | 217  | 223  | 199  | 242  | 243  | 221  |

| 1856 | 1861 | 1866 | 1872 | 1876 | 1881 | 1886 | 1891 | 1896 |
| ---- | ---- | ---- | ---- | ---- | ---- | ---- | ---- | ---- |
| 216  | 225  | 221  | 234  | 239  | 214  | 203  | 188  | 167  |

| 1901 | 1906 | 1911 | 1921 | 1926 | 1931 | 1936 | 1946 | 1954 |
| ---- | ---- | ---- | ---- | ---- | ---- | ---- | ---- | ---- |
| 172  | 172  | 133  | 113  | 109  | 93   | 95   | 62   | 64   |

| 1962 | 1968 | 1975 | 1982 | 1990 | 1999 | 2006 | 2011 | 2016 |
| ---- | ---- | ---- | ---- | ---- | ---- | ---- | ---- | ---- |
| 63   | 52   | 47   | 78   | 86   | 111  | 127  | 135  | 142  |

| 2021 | 2022 | - | - | - | - | - | - | - |
| ---- | ---- | - | - | - | - | - | - | - |
| 152  | 153  | - | - | - | - | - | - | - |

### Enseignement
Rattachée à l'académie de Grenoble, il n'y a pas d'école à Eyzahut, les enfants sont scolarisés au RPI Charols/Pont de Barret. Ils sont pris en charge par une navette. Les collégiens vont au collège de Cléon-d'Andran.

### Santé
Un cabinet infirmier basé à Puy-Saint-Martin assure la couverture du village.

### Manifestations culturelles et festivités
- La fête du village est organisée le deuxième dimanche d'août[20]. Auparavant accompagnée d'un spectacle son et lumière projeté sur la falaise, elle est désormais plus modeste[réf. nécessaire].

### Loisirs
- Un boulodrome et une table de ping-pong sont en libre accès à proximité du camping[30].
- Le village est le point de départ de nombreuses randonnées. Le GRP, qui fait le tour du pays de Dieulefit, passe par Eyzahut. On trouve aussi une multitude d'autres sentiers : les GR 9, GR 429, GR 965, ainsi que plusieurs PR (boucles de Petite Randonnée) sont accessibles depuis Eyzahut[31].
- La piscine municipale a été construite en 1963 et rénovée entre 2014 et 2016. Elle comporte trois bassins (pataugeoire, moyen bassin et grand bassin) et propose une buvette. Du fait du coût d'embauche d'un maitre nageur, ainsi que de sa configuration entièrement plein air, elle n'est ouverte que durant l'été (juillet- août)[32].

### Sports

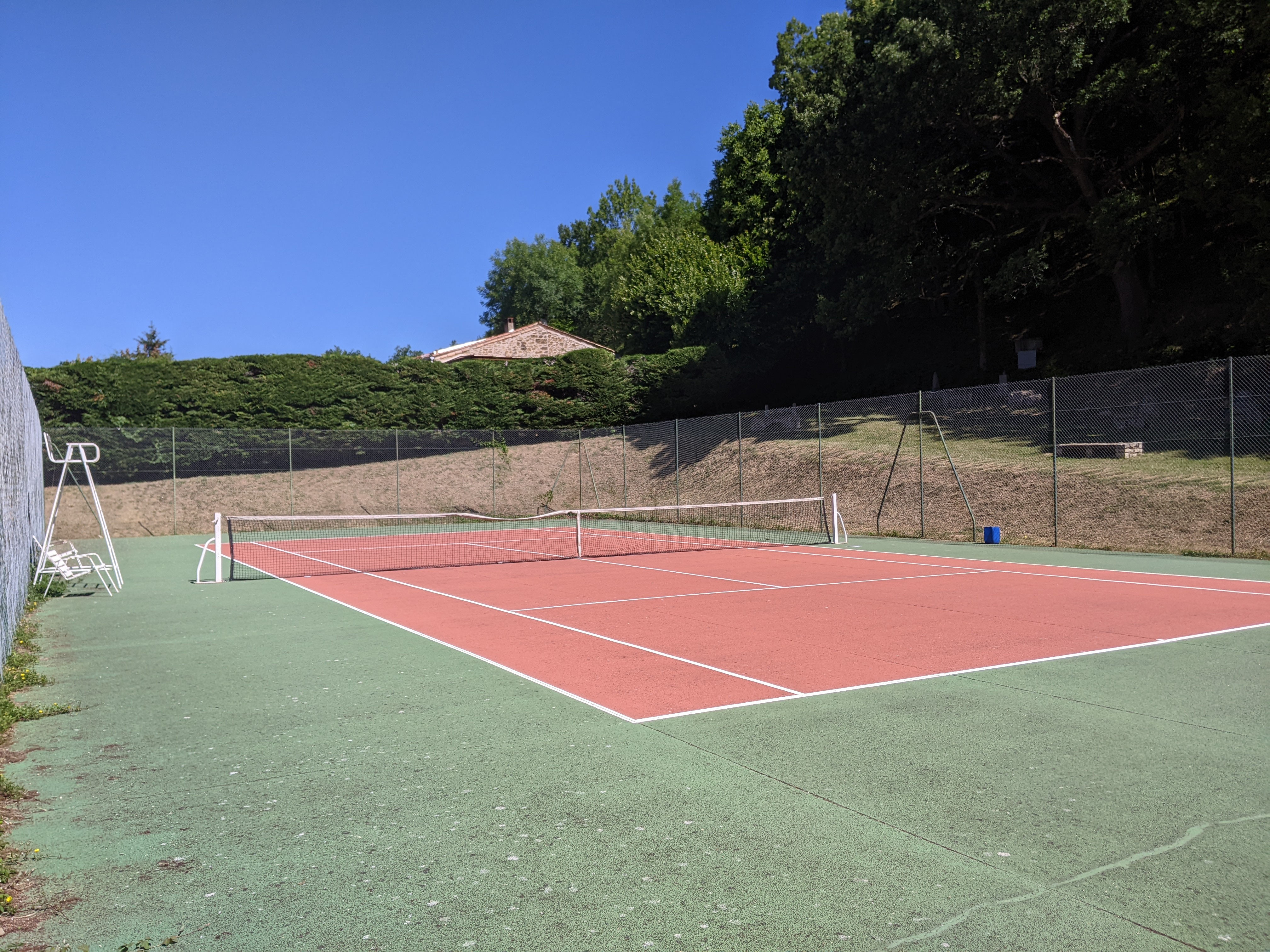
Terrain de tennis d'Eyzahut.

- Un terrain de tennis est accessible en libre-service[33].

### Médias
Le territoire de la commune se situe dans l'aire de diffusion de plusieurs médias :
- Presse écrite
  - Le Dauphiné libéré, quotidien régional qui consacre, chaque jour, y compris le dimanche, dans son édition de « Romans et Drôme des collines » un ou plusieurs articles à l'actualité du canton et de la commune, ainsi que des informations sur les éventuelles manifestations locales, les travaux routiers, et autres événements divers à caractère local.
  - L'Agriculture Drômoise, journal d'informations agricoles et rurales, couvre l'ensemble du département de la Drôme.
  - Drôme Hebdo (ancien Peuple Libre), hebdomadaire chrétien d'informations.
- Presse audio-visuelle
  - France Bleu est une radio publique diffusée sur son territoire.

### Cultes
La paroisse catholique d'Eyzahut dépend du diocèse de Valence, doyenné de Cléon-d'Andran.

## Économie

### Agriculture
En 1992 : pâturages (ovins, bovins)
- Produits locaux : le picodon[20].

La ferme Brongers est une exploitation certifiée AOP.

### Commerce
L'auberge-restaurant Le Furet constitue le seul commerce du village. Construite par la commune en 1968 afin de développer l'attrait touristique d'Eyzahut, elle accueille des clients tout au long de l'année.

Actuellement, elle est mise en gérance : le bâtiment appartient à la municipalité qui en confie l'exploitation à un tiers.

### Tourisme
Dans les années 1960, la municipalité a réalisé plusieurs projets dont la piscine municipale (construite en 1963), le village de vacances (en 1967 ; reconverti depuis en logements permanents) puis du camping et de l'auberge du Furet en 1968.

## Culture locale et patrimoine

### Lieux et monuments

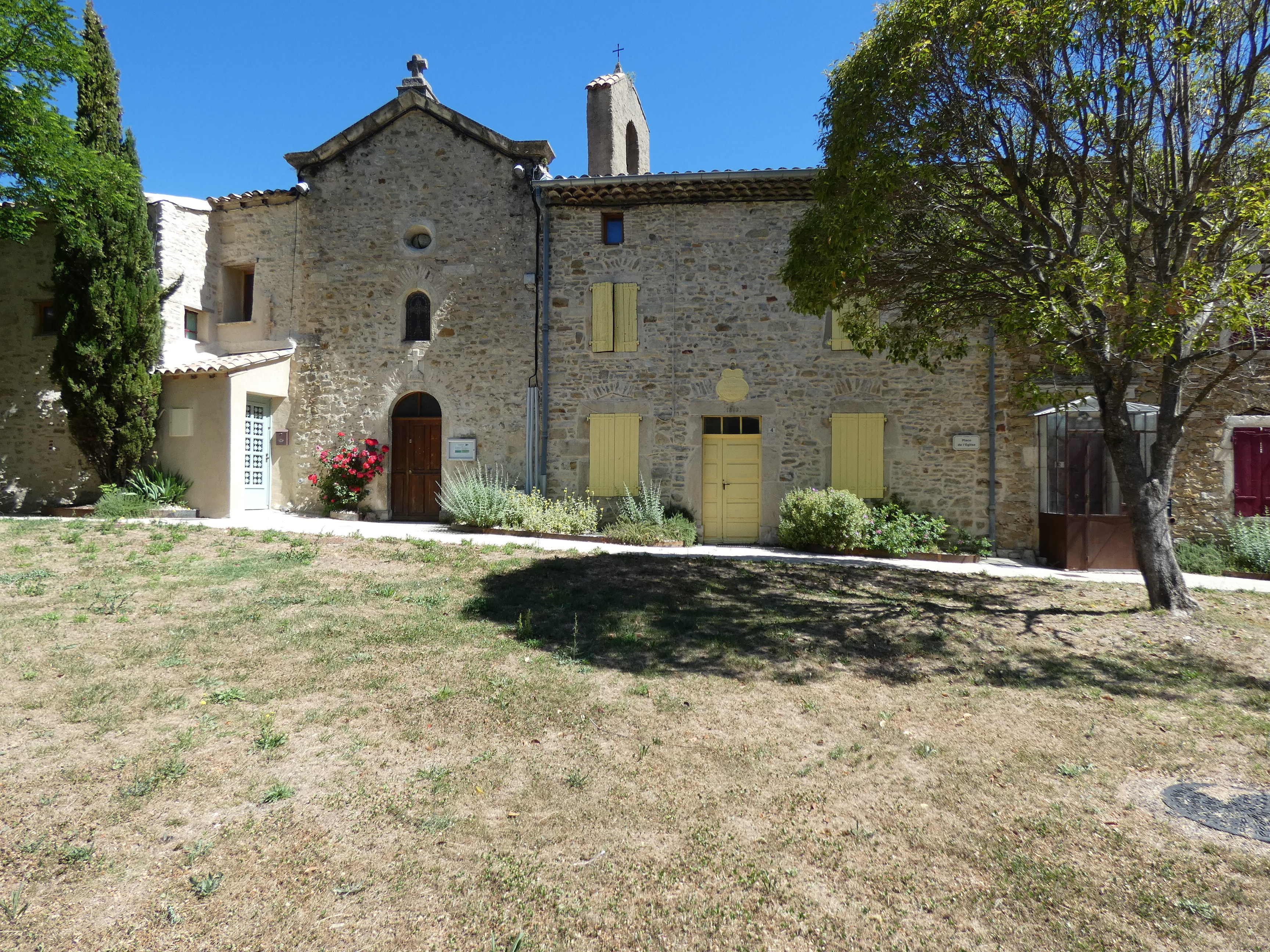
Église de l'Exaltation de la Sainte-Croix.

- Petite église (médiévale) de l'Exaltation-de-la-Sainte-Croix d'Eyzahut[20].
- Fontaine[20].

### Patrimoine naturel
- Panorama sur la plaine du Roubion et la vallée du Rhône[20].
- Falaises aux curieux reliefs[20].
- Grottes : Grotte de l'Ermite, Porte Rouge, Trou du Furet[1].

Le Trou du Furet (altitude de 790 m) n'est accessible que par l'une des branches du sentier de randonnée du Pays de Dieulefit[réf. nécessaire].

### Personnalités liées à la commune
- Cécile Coulon (née en 1990) : écrivain et poète ; elle a écrit plusieurs poèmes sur Eyzahut dans son recueil Les ronces publié en 2018 aux éditions Le Castor Astral.

### Héraldique, logotype et devise
|  | Eyzahut possède des armoiries dont l'origine et le blasonnement exact ne sont pas disponibles. |